# 4467 Kaidanovskij
A 4467 Kaidanovskij (ideiglenes jelöléssel 1975 VN2) a Naprendszer kisbolygóövében található aszteroida. Tamara Mihajlovna Szmirnova fedezte fel 1975. november 2-án.